# Al-Urdunn
Al-Urdunn és una antiga divisió administrativa que ocupava part dels territoris propers al riu Jordà, així mateix és el nom donat pels àrabs a aquest riu.

## Orígens
Correspon gairebé exactament al territori de la província romana de Palestina Secunda, una regió pròspera durant l'administració romana d'Orient, especialment el nord de la província al segle vi. El territori era habitat pels gassànides, federats àrabs de l'Imperi Romà d'Orient, que s'estaven assentant a la regió i es van fer moltes obres públiques que van contribuir al desenvolupament. La invasió i conquesta sassànida del 614 va afectar lleugerament la província, però fou reconquerida el 628 pels grecs i es va recuperar i la prosperitat, mai extingida, va retornar. La capital era Tiberíades (en àrab Tabariyya). El primer enfrontament amb els àrabs fou a Muta al centre del país el 629. Es diu que els caps locals d'Ayla, Djarba, Maan i Adhrub es van reunir a Tabuk el 630 per concertar-se en vistes a un tractat amb Mahoma. Fou la gran campanya del 634 la que va donar el control als àrabs, amb la rendició de Maab (moderna Rabba) i les victòries musulmanes de Dathin i Adjanadayn al sud de Palestina; les victòries musulmanes a l'est del Jordà, a Fahl i al Yarmuk el 636 van consolidar el domini àrab a Transjordània. Inicialment el territori fou repartit entre el jund (plural ajnad) d'al-Urdunn, el de Filistin i el de Damasc. Fou llavors que el nom al-Urdunn fou utilitzat per primer cop per designar una divisió administrativa i militar (el jund d'al-Urdunn) dins aix-Xam (Síria) en un moment entre 636 i 640; només una part del districte formava part del modern regne de Jordània; els límits no obstant van variar amb el temps i els geògrafs els donen de manera diferent; al-Baladhuri diu que incloïa Fahl, Tabariyya, Baysan, Sisiyya, Afik, Djarash, Bayt Ras Kadas, Akka, Sur, Saffuriyya i el Djawlan; al-Mukaddasi dona la mateixa llista però hi afegeix al-Faradhiyya, al-Ladjdjun, Kabul i Adhriat. Yakut diu que la població es va barrejar entre àrabs (principalment iemenites) i no àrabs.

## Islamització
Les poblacions locals cristianes van mantenir la prosperitat encara després de la conquesta àrab; durant el període omeia el territori no s'esmenta gaire; els conflictes van tenir poc impacte localment. Els abbàssides van preparar la seva revolta a Humayma al sud de Transjordània, on van residir els pretendents (688 a 749) però la regió no va tenir cap paper en els esdeveniments. De fet Humayma pertanyia al jund de Damasc tot i estar entre Maan i Àqaba. Un comandant omeia, Habib ibn Murra, es va fer fort a la Balka el 749 però fou eliminat en poc temps. A partir de llavors fou un territori descuidat pel govern central i ocasionalment fou refugi de rebels: al-Faddayni (813 a la vora d'Amman) o al-Mubarka (840). També alguns territoris poc accessibles van permetre l'establiment de bandes de bandits com els anomenats Zawakil.
Als segles ix i x aquesta zona va quedar sota influència dels governs d'Egipte, els tulúnides primer, després els ikhxídides, i finalment els fatimites a la segona meitat del segle x. Els càrmates pel seu costats, amb el suport d'algunes tribus, controlaven el desert i les estepes (segle x). En aquest temps les poblacions van aturar el seu procés de sedentarització. Les tribus nòmades com els tayyi (tayyibites) van augmentar la seva importància i van formar la dinastia djarràhida; però la influència dels nòmades als territoris jordans va declinar després de la victòria fatimita sobre una coalició dels tayyibites, kalbites i kilabites a la batalla d'Ukhuwana el 1029. Llavors el control fatimita fou efectiu, i va durar fins al 1071 quan un aventurer turcman, Atsiz ibn Uvak, que havia anat a la zona com a mercenari per ajudar els fatimites, es va apoderar de tot el sud d'al-Sham, fins que va perdre la regió el 1079 que va passar al príncep seljúcida Tútuix I.
Al segle xii el territori fou una mena d'estat tampó entre els croats i els prínceps de Damasc i Egipte. Després d'estar governada per caps de guerra turcmans fins al 1115, Balduí I de Jerusalem es va assegurar el control de la regió i es van crear les baronies de Kerak i de Montreal (Castell de Shawbak) del nom de les dues principals fortaleses. Aquestes fortaleses va patir atacs fatimites primer i aiúbides després (a partir de Saladí 1171-1193) i el 1192 es va crear un feu aiúbida. Els prínceps locals que van governar fins al 1262, van retornar la prosperitat al país.

## Domini mameluc
El 1262 va passar a domini directe mameluc dins la província de Síria, governada des de Damasc. En aquest temps a més de les fortaleses d'al-Karak i al-Xawbak hi havia la de Kalat al-Rabad a Adjlun construïda per Izz al-Din Usama, un comandant aiúbida, el 1184/1185. Baybars I hi va afegir altres fortaleses conquerides a l'aiúbida Umar ibn al-Adil Abu Bakr, a més de la fortalesa d'al-Salt; també la fortalesa d'al-Azrak, a l'oest d'Amman, construïda pel comandant aiúbida Izz al-Din a la primera meitat del segle xiii, va ser utilitzada pels mamelucs i després pels otomans. Generalment la part nord, la Balka, amb capital a Hisban, fou administrada des de Damasc, i va formar la part sud de la seva província, una niyaba amb capital a Dara. En canvi al-Karak era centre d'una niyaba diferent, unes de les quatre de Transjordània: els turons de Sharat, al-Karak, al-Xawbak i de Zughar i al-Maan. Al-Karak era un lloc d'exili de prínceps o emirs destacats.

## Otomans
Al segle xv el control mameluc es va afluixar pel debilitament de l'estat. Ajlun va esdevenir un emirat tribal de la família Ghazawi que va estendre el seu poder més enllà del Jordà cap al rerepaís de Jerusalem i Hebron. El 1516 va passar sota domini otomà. Ajlun va esdevenir un sandjak amb els ghazawis com a sandjakbegs (fins a la meitat del segle xvii) i sovint com amirs al-Hajj ('encarregats del pelegrinatge', un ofici lucratiu); Fakhr al-Din II del Líban va exercir el domini sobre el sandjak d'Ajlun i l'Hawran al segle xvii fins a la seva derrota a mans de Küçük Ahmed Pasha de Damasc; després d'això el control de Ghazawis sobre Ajlun fou progressivament eliminat, però les emigracions dels nòmades Anaza del Nedjd que van empènyer a altres tribus cap a Transjordània (els sakhr, els Adwan i els huwaytat), al segle xviii i inicis del XIX van dificultar un major control otomà.
Al segle xvii al-Karak i al-Xawbak van formar un sandjak separat; el Sal-name de 1893 l'esmenta com a sandjak de Maan o d'al-Karak.
Al segle xviii Ajlun va passar al sandjak de Saida (Sidó); la Porta va haver de pagar subsidis als caps tribals nòmades per assegurar el control de la ruta de pelegrinatge, però algunes vegades els nòmades van atacar les caravanes, com per exemple el 1756 quan van deixar morir de set al desert 20.000 pelegrins i 25.000 foren convertits en esclaus. El sandjak d'Ajlun sembla haver estat restablert al segle xix, ja que apareix a la Sal-name (1849), però el 1865 va esdevenir kada del sandjak de l'Hawran amb centre a Irbid.
A l'inici del segle xix foren els wahhabites els que van fer atacs a Transjordània. El 1806 els wahhabites saudites van fer reconèixer la seva sobirania a les tribus d'al-Karak; el 1809 els wahhabites van saquejar el territori del Wadi Sirhan i una altra expedició el 1810 va arribar prop de Damasc; però després la intervenció egípcia va eliminar el control wahhabita a Transjordània.
El 1830 Muhammad Ali Pasha d'Egipte va ocupar Síria, i Transjordània va quedar sota el seu control. Es va produir una revolta el 1834 però els rebels foren perseguits per Ibrahim Paixà d'Egipte més enllà del Jordà i derrotats a al-Karak i a al-Salt; però després de la retirada egípcia el 1841, les tribus van prendre el poder. Durant uns anys hi va haver una certa anarquia i els cristians de la Tafila, al sud de la regió de Sharat, van abandonar les seves cases. El 1851 es va crear el caimacanat d'Irbid al sandjak d'Ajlun i mutasarriflik de Nablus; el 1864 la reorganització administrativa va afectar profundament al wilayat de Damasc i es va intentar restablir l'ordre a Transjordània. Fins al 1867 hi va haver pocs establiments a l'est d'al-Salt i mentre el Hawran incrementava els seus pobles, al sud el progrés s'aturava, i fins i tot retrocedia. Al-Karak, que tenia 8.000 habitants el 1872, va baixar a 2.000 vers 1895; es van portar refugiats txetxens i circassians del Caucas cap a Amman (1878) i al Djawlan prop de Kuneitra (al-Kunaytira); el 1880 els cristians d'al-Karak es van establir al lloc desert de Madaba. Els otomans van poder recaptar taxes bastant al sud fins a al-Karak abans de 1882 i el 1893 hi havien establert el seu control administratiu igual que a al-Maan, però aquest control era precari i van haver de deixar a les tribus nòmades arreglar els seus problemes entre elles, especialment entre els sakhr i els Adwan; algunes expedicions otomanes no van tenir gaire èxit (el 1867 contra els sakhr) i el 1895 es combatia a la rodalia de Petra. Els conflictes van seguir fins a l'inici del segle xx.
Als primera anys del segle l'extensió del ferrocarril del Hijaz fins al-Zarka (el 1902) i després fins a al-Maan (1904), va reforçar el control otomà. Els nòmades seguien els atacs contra el ferrocarril que els xeics veien com a rival en el seu rol de protectors dels pelegrins (a canvi d'un subsidi). El conflicte entre les poblacions locals i els turcs era viu i va portar a una revolta el 1905 a al-Xawbak. El 1910 mentre es produïa una revolta al Hawran esclatava una revolat més seriosa a al-Karak en la qual sedentaris i nòmades es van unir contra els otomans que volien registrar les terres (el que es considerava com un preludi de l'augment de taxes), confiscar les armes i censar a les persones en vistes al reclutament; les tribus sakhr i atiyya van atacar el ferrocarril prop d'al-Karak, a Katrana; la revolta fou ofegada en sang per soldats enviats de Damasc, i la família dels Madjali d'al-Karak, considerats instigadors, foren proscrits, però el resultat fou l'hostilitat creixent contra els turcs.
El novembre de 1914 Turquia va entrar a la I Guerra Mundial; el juny de 1916 el xerif Hussein ibn Ali va iniciar la revolta àrab a l'Hijaz, i la població de la Transjordània hi van donar suport. T. E. Lawrence i Shaykh Awda Abu Tayyi dels huwaytat van derrotar un exèrcit turc al sud d'al-Maan (juny de 1917) i van capturar Àqaba (juliol de 1917) connectant amb les forces d'Allenby a Palestina. A la primavera del 1918 les forces britàniques i de les colònies van fer un atac més enllà del Jordà però no ban poder conservar el territori però el xerif Faysal ibn Husayn i les seves forces àrabs del sud de Transjordània van atacar al-Maan i van destruir diverses parts del sud de la ciutat aïllant les guarnicions turques de la via fèrria cap a Medina; aquest aïllament va quedar confirmat quan l'Imperial Camel Corps va ocupar al-Mudawwara a l'est d'Àqaba que era ell lloc principal per l'abastiment d'aigua per la circulació de les màquines de tren. El 23 de setembre de 1918 fou ocupada al-Salt i el dia 25 de setembre queia Amman; el 28 de setembre els britànics entraven a Dara i al mateix temps el II Cos Turc que s'havia establert a al-Maan, es va rendir. Al final d'octubre es va produir l'armistici de Moudros. les tribus locals com els Ruwala del nord d'Aràbia, els huwaytat, els sakhr de la Balka i algunes menors van donar suport a Faysal que també tenia el suport dels cristians; però la resta dels sakhr i altres tribus sedentàries dubtaven. Els notables pro xerifians de Madaba i Kerak, havien estat exiliats pels otomans a Adana i no podien fer res; altres tribus donaven suport als otomans i es malfiaven dels xerifians per la seva aliança amb els britànics. Els principals xeics foren convidats a Damasc pels otomans abans de la conquesta britànica i coberts d'honors, però després de la derrota otomana molts van passar a donar suport a Faysal.
Quan Damasc fou conquerida i els otomans es van retirar al nord cap a la línia de les muntanyes del Taure, el Llevant va quedar com a part dels «territoris enemics ocupats», i la part oriental incloent la Transjordània va quedar sota control de les forces àrabs de Faysal. De la Balka cap al sud es va establir una administració militar dirigida pel comandant en cap de Faysal, un iraquià antic oficial otomà, de nom Djafar al-Askari, i els notables locals van fer submissió al govern xerifià de Damasc. Al final de 1919 el govern sirià va dividir els territoris en vuit liwes o províncies entre les quals Hawran, que incloïa les regions d'Irbid i Ajlun i tenia per capital a Dara, la de la Balka, centrada a al-Salt, i la d'al-Karak engrandida cap al sud per arribar fins a Tabuk; però una part de la Transjordània fou separada de la Síria xerfiana i degut als problemes de Faysal el desorde va persistir a la regió; el Congrés general de Síria el va proclamar rei el març de 1920, però fou expulsat pels francesos el juliol del mateix any. El novembre del 1920 el seu germà Abd Allah va arribar a Maan i el febrer de 1921 es va proclamar emir de Transjordània a Amman.